# Brez besed
"Brez besed" (tradução portuguesa: "Sem palavras") foi a canção que representou a Jugoslávia no Festival Eurovisão da Canção 1966 que teve lugar no Luxemburgo.
A referida canção foi interpretada em esloveno por Berta Ambrož. Foi a quinta canção a ser interpretada na noite do evento, a seguir à canção luxemburguesa "Ce soir je t'attendais", interpretada por Michèle Torr e antes da canção norueguesa "Intet er nytt under solen", interpretada por Åse Kleveland. Terminou a competição em sétimo lugar, recebendo um total de 9 pontos.
No ano seguinte, em 1967, a Jugoslávia fez-se representar com a canção "Vse rože sveta", cantada por Lado Leskovar.
Gerou alguma controvérsia, a semelhança que alguns dizem ter com a canção Eres tú, cantada pela banda Mocedades, que representou a Espanha no Festival Eurovisão da Canção 1973, tendo alguns acusado de plágio esta última canção.

## Autores
- Letrista: Elza Budau
- Compositor: Mojmir Sepe
- Orquestrador: Mojmir Sepe

## Letra
A canção é uma balada, na qual a cantora relembra o seu amante do encontro anterior, dizendo que não há palavras para descrever como foi esse encontro.